# Ignavusaurus
Ignavusaurus rachelis
Genre
Espèce
Ignavusaurus est un genre éteint de dinosaures Sauropodomorpha qui vivait au jurassique inférieur dans ce qui est maintenant le Lesotho. Ses fossiles ont été trouvés dans la formation d'Elliot (niveau supérieur), probablement d'âge Hettangien (il y a environ 200 millions d'années). Il a été décrit sur la base d'un squelette articulé partiel et bien conservé. Le type et seule espèce, Ignavusaurus rachelis, a été décrite en 2010 par le paléontologue espagnol Fabien Knoll (d).

## Découverte
L'holotype a été découvert dans le Sud du Lesotho près de Ha Ralekoala. Les fossiles ont été découverts dans un état principalement articulé, bien que le crâne était très endommagé, s'étant brisé en plus de 120 fragments. Une thèse de doctorat non publiée de 2002 faisait référence aux restes, mais ils n'ont pas été officiellement décrits pendant plusieurs années, et la découverte est restée inédite.
En 2010, les fossiles ont été décrits par Fabien Knoll (d) du Museo Nacional de Ciencias Naturales-CSIC de Madrid comme un nouveau taxon, Ignavusaurus rachelis. Les fossiles ont été apportés au Muséum national d'histoire naturelle de Paris, où ils ont été provisoirement catalogués sous le nom de BM HR 20 ; il était prévu de renvoyer les fossiles au Lesotho lors de l'ouverture du Musée national du Lesotho.

## Étymologie
Le nom générique, Ignavusaurus, est dérivé du latin ignavus, « lâche » et du grec ancien σαῦρος, saüros, « lézard ». Il fait référence à la localité type - Ha Ralekoala, qui signifie littéralement « L'endroit du père du lâche ». Le nom spécifique de l'espèce type, rachelis, rend hommage à la paléontologue espagnole Raquel López-Antoñanzas (d).

## Description
L'holotype avait une longueur de corps d'environ 1,5 mètre et pesait environ 22,5 kilogrammes. L'analyse histologique de l'humérus et du fémur indique que le BM HR 20 était un individu à croissance rapide, peut-être âgé de moins d'un an, d'après les études de détermination de l'âge.
Comme les autres premiers Sauropodomorpha, Ignavusaurus avait un cou et une queue longs et minces. Il ressemblait généralement à Massospondylus et Melanorosaurus, deux autres Sauropodomorpha d'Afrique australe, bien que la forme et la position des dents, entre autres facteurs, aient conduit Knoll à conclure que les restes appartiennent à un genre jusqu'alors inconnu.

## Classification
Ignavusaurus est un Sauropodomorpha basal, un membre des dinosaures Saurischia herbivores à long cou. Bien que Knoll (2010) l'ait initialement considéré comme plus primitif que Plateosauria, Adam Matthew Yates (d) et al. (2011) ont noté que certains caractères utilisés pour placer Ignavusaurus en dehors des Massopoda reflètent un statut juvénile et sont plutôt similaires à Massospondylus juvénile, considérant Ignavusaurus comme probablement synonyme de Massospondylus. Pendant ce temps, une analyse cladistique présentée par Cecilia Apaldetti (d) et al. (2011) a trouvé que Ignavusaurus est un genre valide qui est le plus étroitement lié à Sarahsaurus au sein de Massopoda, rejoignant quelque peu Yates et al. selon lequel Ignavusaurus n'est pas aussi basal qu'on le pensait à l'origine. Une analyse cladistique menée par Kimberley E. J. Chapelle (d) et Jonah N. Choiniere (d) (2018) dans leur article mettant à jour les connaissances sur le crâne de Massospondylus a retrouvé Ignavusaurus aux côtés de Sarahsaurus dans les Massospondylidae, tout comme l'analyse cladistique de Chapelle et al. (2019),.